# Соте, Клод
Клод Соте́ (фр. Claude Sautet; 23 февраля 1924, Монруж — 22 июля 2000, Париж) — французский кинорежиссёр и сценарист.

## Биография
Учился в Высшей школе декоративных искусств, работал как музыкальный критик и педагог. В 1946 году окончил IDHEC. Начинал как ассистент режиссёра, позже был продюсером на телевидении. Дебютировал как режиссёр в 1955 году комедией «День добрый, улыбка».
Фильм «Мелочи жизни» (1970), с энтузиазмом принятый на Каннском фестивале, принёс Соте международную известность, а также обозначил новый виток в карьере Роми Шнайдер. Сотрудничество Соте и Шнайдер продолжилось в фильмах «Макс и жестянщики», «Сезар и Розали»; за роль в фильме «Простая история», номинированном на «Оскар» как лучший иностранный фильм, Шнайдер получила премию «Сезар» как лучшая актриса.
В 1993 году за фильм «Сердце зимой» Соте удостоился Серебряного льва на Венецианском фестивале и премии «Сезар» как лучший режиссёр. Ту же премию он получил три года спустя за свой последний фильм «Нелли и господин Арно».
Умер от рака. Похоронен на кладбище Монпарнас.

## Фильмография
- 1955 — День добрый, улыбка / Bonjour sourire
- 1960 — Взвесь весь риск / Classe tous risques
- 1965 — Оружие для революции / L’Arme à gauche
- 1970 — Мелочи жизни / Les Choses de la vie
- 1971 — Макс и жестянщики / Max et les ferrailleurs
- 1972 — Сезар и Розали / César et Rosalie
- 1974 — Венсан, Франсуа, Поль и другие / Vincent, François, Paul… et les autres
- 1976 — Мадо / Mado
- 1978 — Простая история (У каждого свой шанс) / Une histoire simple
- 1980 — Плохой сын / Un mauvais fils
- 1983 — Гарсон! / Garçon!
- 1988 — Несколько дней со мной / Quelques jours avec moi
- 1992 — Сердце зимой / Un cœur en hiver
- 1995 — Нелли и месье Арно / Nelly et Monsieur Arnaud